# Constantin Marin (politician)
Constantin Marin (n. 29 octombrie 1948) este un politician român, fost membru al Parlamentului României. În legislatura 2004-2008, Constantin Marin a fost validat ca deputat  pe listele PSD pe data de 25 iulie 2005, când a înlocuit pe deputata Teodora Dorina Mihăilescu. În cadrul activității sale parlamentare, Constantin Marin a fost membru în grupul parlamentar de prietenie cu Muntenegru, fiind, de asemenea, și vicepreședintele Consiliului Județean Prahova pentru un mandat. 